# Brienne-sur-Aisne
Brienne-sur-Aisne je francouzská obec v departementu Ardensko v regionu Grand Est. V roce 2013 zde žilo 193 obyvatel.

## Poloha
Obec leží u trojmezí departementů Ardensko – Aisne – Marne, tedy i u hranic regionu Grand Est s regionem Hauts-de-France. Sousední obce jsou: Auménancourt (Marne), Avaux, Évergnicourt (Aisne), Neufchâtel-sur-Aisne (Aisne), Pignicourt (Aisne), Poilcourt-Sydney a Vieux-lès-Asfeld.

## Vývoj počtu obyvatel
Počet obyvatel 